# Дэдзи, Джон
Джон Дэ́дзи (англ. John Dadzie, более известный под псевдонимами 12th Planet и Infiltrata; род. 7 июня 1982, Лос-Анджелес, Калифорния, США) — диджей, один из основоположников дабстепа и драм-н-бейса в Лос-Анджелесе.

## Биография
Джон Дэдзи вырос в Лос-Анджелесе со своим сводным братом Рональдом Хиггинсом. Впервые узнал об электронной музыке в средней школе. После формирования Recordings with DJ Lith, он начал заниматься драм-н-бейсом под псевдонимом Infiltrata. В 2006 году он сменил псевдоним на 12th Planet, взятый из книги Захарии Ситчина «Двенадцатая планета». Так как 12th Planet был одним из основоположников дабстеп-культуры в Америке, его часто упоминают, как «американского короля дабстепа».
12th Planet часто работал с Orange County, Skrillex и многими другими исполнителями. Он также сотрудничал с различными дабстеп продюсерами, в том числе Doctor P, Plastician, и Skream. Многие известные дабстеп диджеи (например, Rusko , Skream , Skrillex и прочие) используют треки и ремиксы 12th Planet в своих живых выступлениях.
Основатель лейбла SMOG.
Как диджей, 12th Planet гастролировал по всему миру: в Лондоне, Австралии, Новой Зеландии и США. Он также играл на многих американских фестивалях, таких как Electric Daisy Carnival, Together As One, SXSW, Coachella Valley Music and Arts Festival, Ultra Music Festival, Nocturnal и Beyond Wonderland. На AM Only он представлен как крупнейший продюсер в электронно-музыкальной индустрии.

## Дискография

### Синглы/Мини альбомы
- 2008 RedVolume — 28 Hours Later EP
- 2008 SMOG 001 — Smokescreen EP
- 2008 SMOG 002 — Ptera Patrick EP
- 2008 BASSHEAD 001 — Control EP (with Emu)
- 2008 SMOG 004 — 68 / Be Blatant EP
- 2008 Subconscious Recordings — Spliff Politics EP
- 2008 Argon — Element 16 (Sulfur) EP
- 2008 Noppa Recordings — Tonka EP
- 2009 10 Bag Records — C-Sick / Are Ya Feelin EP (with Emu)
- 2009 SMOG 005 — Texx Mars EP (with Datsik)
- 2010 Dubsteppers for Haiti Volume 3
- 2010 SMOG Scion CD Sampler V.30
- 2010 BulletTrain Records — Reasons EP
- 2011 SMOG 007 — Westside Dub (with Plastician)
- 2011 Dub Police — Purple & Gold (with Antiserum)
- 2011 SMOG 009 — Lootin 92 (with SPL)
- 2011 SMOG 011 — Who Are We?
- 2012 The End Is Near EP
- 2016 SMOG — Gully Squad EP (with Virtual Riot, Twine, Protohype, LUMBERJVCK, Crichy Crich and Taylr Renee)

### Ремиксы
- 2009 Grand Puba — Get It (12th Planet Remix) [Scion A/V]
- 2009 Dave Nada — Apocalypse Theme (12th Planet & Flinch Remix) [Tits & Acid]
- 2009 Little Jinder — Youth Blood (12th Planet & Flinch Remix) [Trouble & Bass]
- 2009 Ladybox — Cookies Fly (12th Planet & Flinch Remix) [Party Like Us]
- 2010 Villains — Victims (feat. Whiskey Pete) (12th Planet & Flinch Remix) [Dim Mak]
- 2010 Le Castle Vania — Nobody Gets Out Alive (12th Planet & Flinch Remix) [Always Never]
- 2010 Rusko — Hold On (feat. Amber Coffman) (12th Planet Remix) [Mad Decent]
- 2010 DJ Sneak — Southern Boy (12th Planet & Flinch Remix) [Scion A/V]
- 2010 Rye Rye — Sunshine (feat. M.I.A.) (12th Planet Remix) [Interscope]
- 2010 MSTRKRFT — Heartbreaker (12th Planet & Flinch Remix)
- 2011 Skrillex — All I Ask of You (feat. Penny) (Skrillex & 12th Planet Remix)
- 2011 Echo Park — Fiber Optic (12th Planet & Flinch Remix)